# Едо Јардас
Едуард Едо Јардас (Ријека, 30. јануар 1901 — Ријека, 26. јул 1980) био је политички радник и публицист који је као исељеник пре рата живео у Канади.

## Биографија
Рођен у Ријеци 1901. године. У Цељу је завршио двогодишњу трговачку школу, науковао у Ријеци и иселио у Канаду 1926. и тамо постао члан Комунистичке партије Канаде 1929. године. Био је партијски и синдикални функционер и уредник прогресивних исељеничких листова „Борба” и „Слободна мисао”.
Окупивши 27 добровољаца, кренуо је на пут 10. марта и 14. априла 1937. дошао у Шпанију да учествује у Шпанском грађанском рату. Тамо је, међу осталим, био командир сатније у батаљону „Димитров”. Добио је чин поручника 4. јула 1937, а 13. јула је пребачен у батаљон „Линклон”, где је био командир сатније. Дана 5. маја 1937. био је по први пута рањен, на Харами, а 20. јула теже, при чему је остао без ноге. Затим се преко Француске вратио у Торонто августа 1938. године. До забране свих комунистичких организација 1939. уређивао „Слободну мисао”.
Током Другог светског рата био је секретар Савеза канадских Хрвата те се осуђујући политику Драже Михаиловића заузимао за признање Народноослободилачког покрета. Учествовао је и у оснивању Покрета за помоћ старој домовини 1943. и Већа канадских Јужних Словена за помоћ Народноослободилачкој борби Југославије 1944. године.
Године 1943. Комунистичка партија Канаде је поновно легализована под именом Напредна радничка партија. Јардас је био члан њеног Централног комитета од 1942. до 1948, када је искључен након Резолуције Информбироа, јер је подржао руководство у Југославији.
У Југославију се вратио 1948. године и по повратку добио је позицију министра за спољну трговину ФНРЈ (1948-1950), а од 1950. године је на позицији саветника у амбасади ФНРЈ у Њу Делхију (1950-1951). Када се вратио из Индије, дошао је на позицију председника Народног одбора града и среза Ријека (1951-1958). Биран је за народног посланика Савезне скупштине трећег и четвртог сазива и за председника Савезне угоститељске коморе. Биран за члана Централног комитета Савеза комуниста Хрватске, а на седмом конгресу биран и за члана ЦК СКЈ. Био је активан и у Матици исељеника Хрватске.
Носилац је Шпанске споменице, Ордена народног ослобођења, Ордена заслуга за народ са златном звездом, Ордена братства и јединства са златним венцем као и многобројних других одликовања.
Добио је Награду града Ријеке за животно дело 1979.  године.